# ロンドン・ロード・スタジアム
ウェストン・ホームズ・スタジアム (the Weston Homes Stadium) ことロンドン・ロード (London Road) は、イングランド、ケンブリッジシャー、ピーターバラにある多目的スタジアム。ピーターバラ・ユナイテッドFCのホームスタジアムとなっている。

## スタンド
メインスタンドとバックスタンドは座席となっているが、両ゴール裏は立ち見席となっている。

## 入場者数

### 平均入場者数
- 2006-2007: 4,662 (フットボールリーグ2)
- 2005-2006: 4,364 (フットボールリーグ2)
- 2004-2005: 4,341 (フットボールリーグ1)

### 最多入場者数
- 30,096 (FAカップ 5回戦) ピーターバラ v スウォンジー・シティ, 1965.2.20